# Galeola
Galeola je biljni rod iz porodice kaćunovki, dio tribusa Vanilleae. 
Postoje 5 vrsta iz suptropske i tropske Azije (4 vrste) i jedna vrsta s Madagaskara.. Posljednja peta vrsta otkrivena je u Laosu i opisana 2021.

## Vrste
1. Galeola cathcartii Hook.f.
2. Galeola faberi Rolfe
3. Galeola humblotii Rchb.f.
4. Galeola keo Schuit. & M.Forbes
5. Galeola nudifolia Lour.

## Sinonimi
- Pogochilus Falc.